# Poselstwo do Papieża Rzymskiego Sykstusa IV od Duchowieństwa i od Książąt i Panów Ruskich w roku 1476
Poselstwo do Papieża Rzymskiego Sykstusa IV od Duchowieństwa i od Książąt i Panów Ruskich w roku 1476 – kompilowany utwór religijny adresowany do papieża Sykstusa IV, sformułowany przez duchowieństwo, szlachtę i rody książęce skupione wokół metropolity kijowskiego Mysaiły, wyłonionego podczas synodu biskupów ruskich w 1473, wysłany z Wilna, a wydany drukiem przez biskupa metropolitę Adama Hipacego Pocieja w 1605.
Dokument jest zabytkiem świadczącym o bezpośrednich kontaktach duchowieństwa ruskiego z papiestwem w drugiej połowie XV wieku (po fiasku unii florenckiej). Jest to utwór napisany stylem nawiązującym do patetycznego krasomówstwa bizantyńsko-staroukraińskiego z XI-XIII wieku. Rozpoczyna się od panegirycznej mowy na cześć Sykstusa IV (Powszechnego Papieża, Pastyrza Pastyrzów, Sixta [...] katolickiego Kościoła Wikaria Najdostojniejszego). Potem rozwija wyidealizowany obraz ruskiej cerkwi, zawiera wywód na temat równoprawności chrześcijaństwa wschodniego i zachodniego, a także antytezę ukazują dobrego papieża i złych pasterzy, tj. lokalne duchowieństwo łacińskie. Formułuje też prośbę do papieża o zbadanie przyczyn rozdźwięku pomiędzy oboma Kościołami, co winno doprowadzić do ustanowienia pokoju i miłości (oby ta ściana przegrody i nieprzyjaźni, która jest między, była rozwalona i żeby się pojednali oboje w jednej miłości chrześcijańskiej).
Pociej zredagował tekst, opatrzył dzieło dedykacją dla arcybiskupa lwowskiego Jana Zamoyskiego oraz wierszowanym mottem-epigrafem Parenetica jednego do swej Rusi i wydał w Wilnie w 1605.
Utwór odznacza się okazałością zamysłu twórczego, znaczną objętością, walorami stylowo-artystycznymi, jak również doniosłością poruszonych problemów kulturowo-religijnych. Stanowi wystąpienie o charakterze programowym, a dla dzieła unijnego wręcz fundamentalne. Zawiera stanowisko Cerkwi odnośnie położenia wspólnoty kościelnej na Rusi, a także otwartość na łączność z papiestwem. Jest wypowiedzią człowieka świadomego swojego związku ze Wschodem, ale głęboko rozumiejącego ważną w warunkach ówczesnej Rzeczypospolitej, konieczność posiadania istotnych kontaktów z Rzymem i katolicyzmem – z ich cywilizacją i kulturą.
Niektórzy badacze podnieśli, że dzieło mogło być falsyfikatem, ale nie ma na to żadnych dowodów naukowych.